# Pic de Rochebrune
Pour les articles homonymes, voir Rochebrune.
Le pic de Rochebrune est le point culminant du massif du Queyras, dans le département des Hautes-Alpes.

## Ascension
Le sommet est accessible à des randonneurs expérimentés, sans grande difficulté technique sur le plan de l'alpinisme. Le dénivelé positif cumulé est de 1 200 m et il faut compter 7 à 8 heures de marche. Une bonne forme physique et une acclimatation à l'altitude sont nécessaires. Il est conseillé d'emporter un minimum d'équipement, que ce soit pour la sécurité (un casque) ou en cas d'imprévu (une corde, quelques mousquetons).
Le départ a lieu au col d'Izoard (2 361 m). Il faut prendre la direction nord-est vers le col Perdu par un sentier bien marqué. Arrivé au col perdu, il faut descendre de l'autre côté (surtout ne pas prendre une des deux crêtes, trompeuses). On perd ainsi une centaine de mètres de dénivelé puis le sentier devient quasiment plat, se dirigeant vers le pic de Rochebrune.
Après quelques heures de marche, le chemin, dans les éboulis, devient plus raide et on arrive enfin au col des Portes (2 915 m). Le sentier continue direction est-nord-est, bien visible et jalonné de nombreux cairns (attention aux chutes de pierres). Il aboutit sans difficulté à un collet, dans une brèche de l'arête sommitale du pic de Rochebrune qui se dresse à gauche (nord).
Légèrement sur la droite en regardant en direction du sommet, il faut monter par deux ou trois mètres d'escalade facile. La progression se poursuit par des vires qui permettent de gagner un couloir par lequel on accède à la crête, entre les deux pointes du sommet Nord. Le vrai sommet est celui de droite, plus au nord, car il y a une antenne bétonnée sur chacun des deux sommets. Encore un peu d'escalade non exposée et on est à 3 320 mètres d'altitude.
La descente se fait par le même itinéraire.

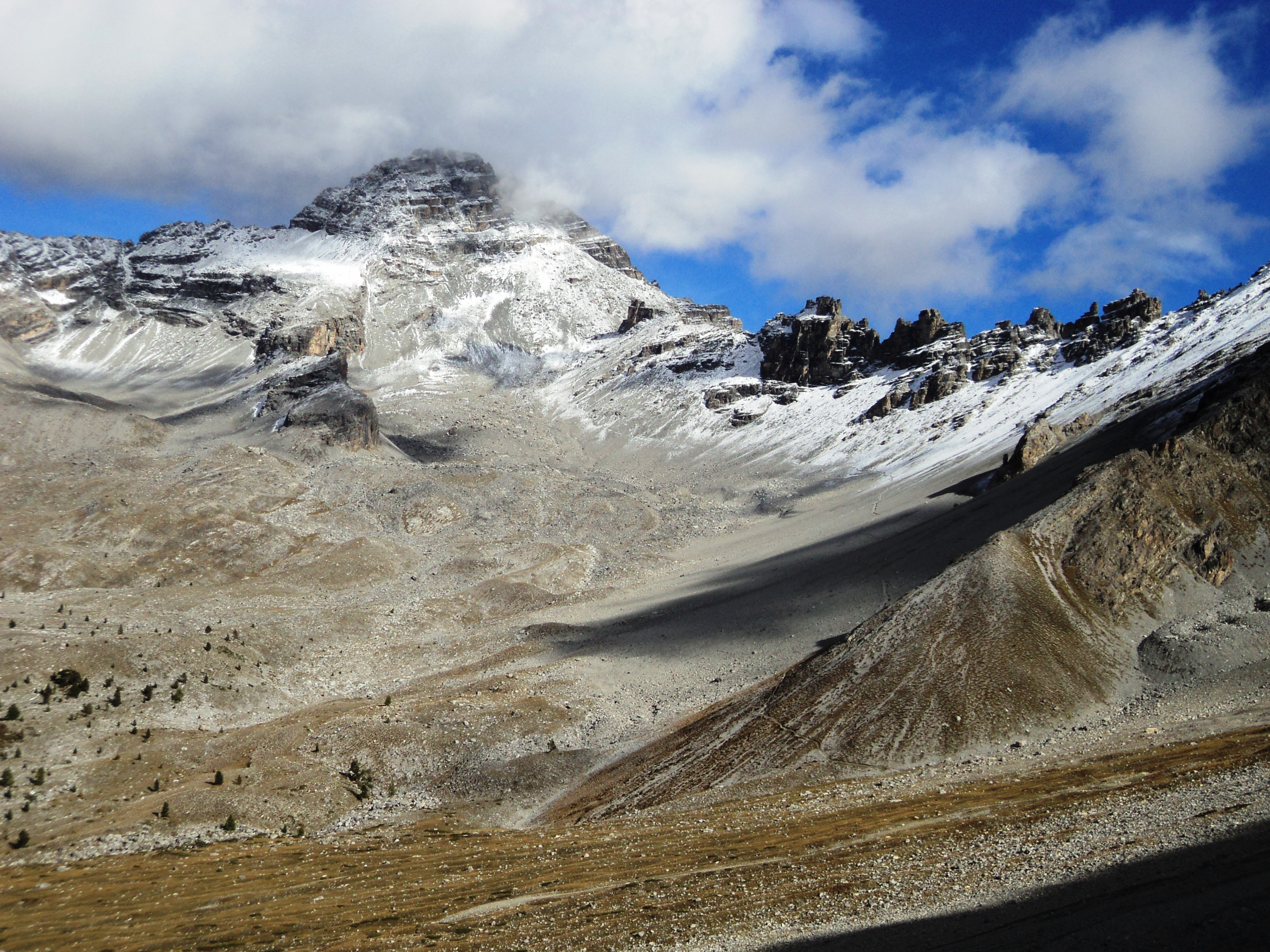
Vue du versant Ouest.

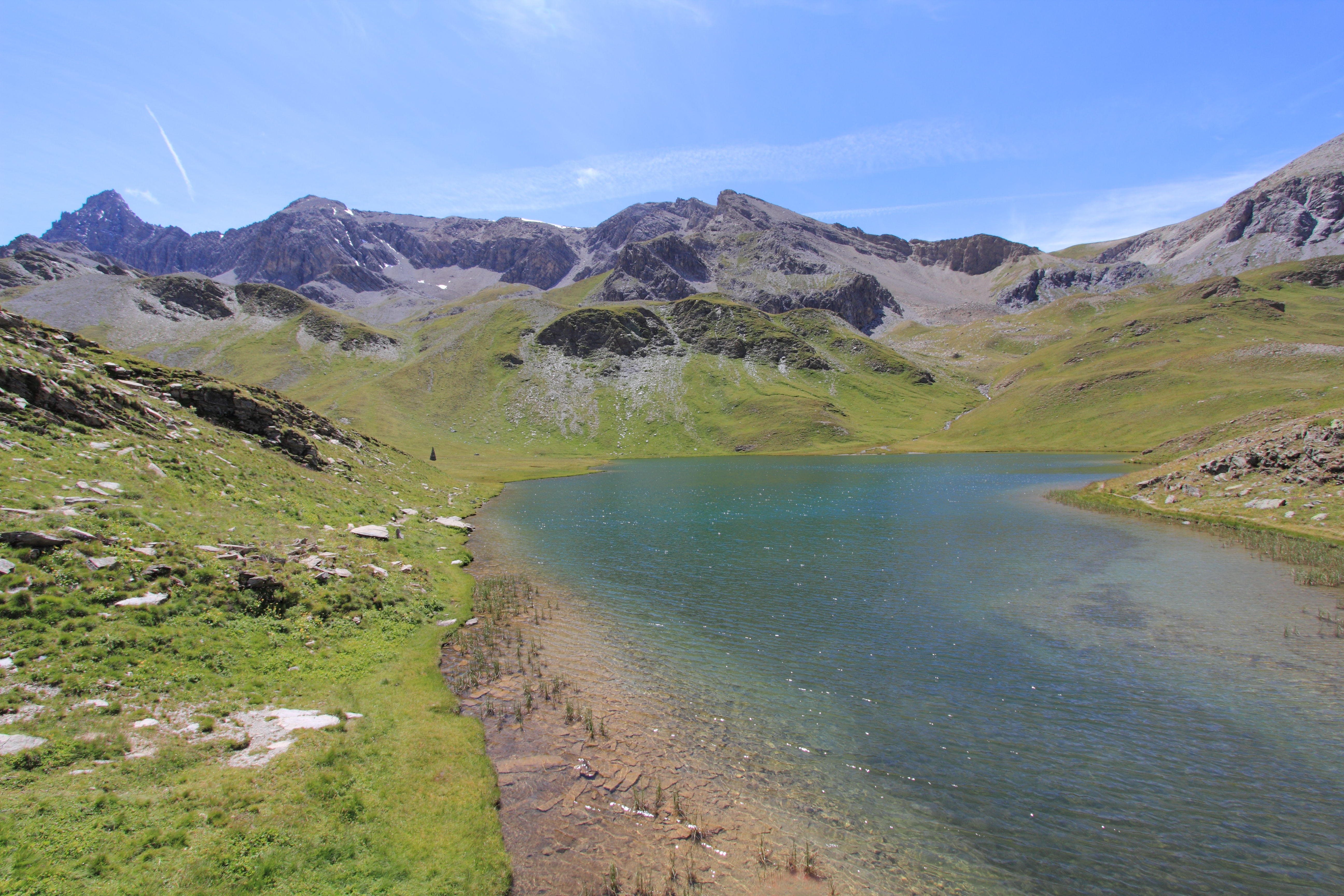
Vue du versant Nord depuis le lac des Cordes.